# Palazzo Madama (Roma)
El Palazzo Madama es un palacio histórico de Roma situado en la homónima Piazza Madama, sede del Senado de la República.

## Historia

### Orígenes

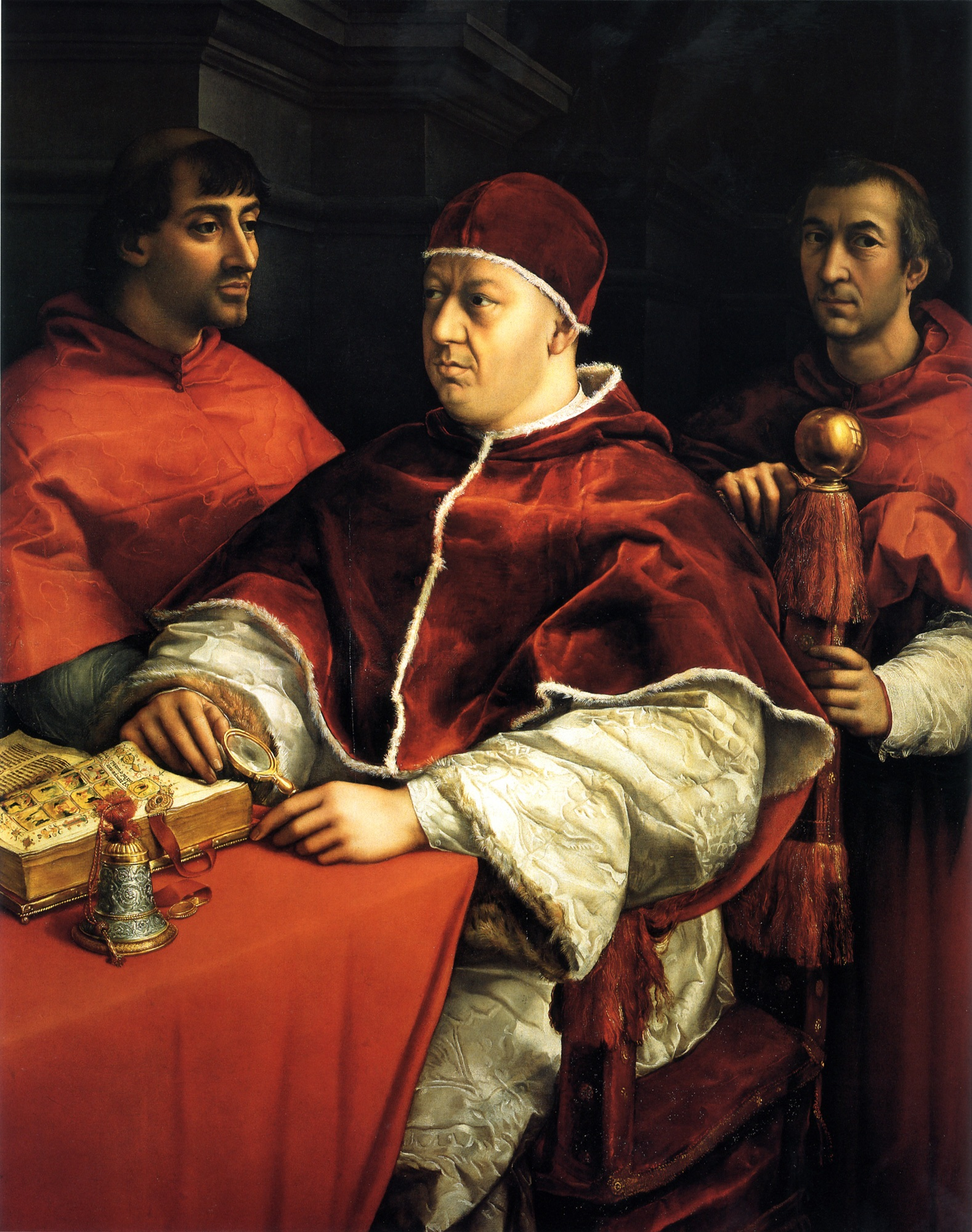
Rafael, Retrato del papa León X con sus primos, los cardenales Giulio de' Medici y Luigi de' Rossi, Galería Uffizi, Florencia.

La historia de la actual sede del Senado se inicia a finales del siglo XV, bajo el pontificado de Sixto IV. Durante casi cinco siglos, el terreno en el cual se sitúa el Palazzo Madama había pertenecido, junto con el limítrofe de la Piazza Navona, a los monjes benedictinos de la Abadía de Farfa, dando a la plaza homónima el nombre original de Piazza Longobarda. En 1478, estos lo cedieron al monarca francés, quien, a su vez, donó a su tesorero y obispo de Chiusi, Sinulfo Ottieri di Castell'Ottieri, parte del terreno comprendido entre la Torre dei Crescenzi y las Termas de Nerón: sobre él se construyó el núcleo original del palacio que, en enero de 1503, regresó al legado testamentario del hermano de Sinulfo, Guidone conde de Montorio: este primero lo alquiló y posteriormente lo cedió a Giovanni de' Medici, que se convertiría luego en el papa León X.

### El núcleo delsigloXVIy el cenáculo renacentista
El palacio pasó a ser propiedad de la familia Médici cuando el cardenal Giovanni de' Medici, hijo de Lorenzo el Magnífico y futuro papa León X, que antes habitaba allí en alquiler, lo compró a plazos en 1505, encargando una importante remodelación a Giuliano da Sangallo. Tras haberlo vendido a causa de acuciantes deudas a su cuñada Alfonsina Orsini, volvió a ser de su propiedad en 1519 tras la muerte de esta última, que se lo dejó en herencia.
Tras la expulsión de la familia Médici de Florencia, Giovanni, ya convertido en León X, hizo de él la sede romana de esta influyente familia y, con el traslado de lo que había quedado de su biblioteca, el palacio se convirtió también en uno de los mayores centros de difusión de la cultura humanística. En 1521, tras la muerte de León X, el Palazzo Madama fue asignado a su primo Julio de Médici, quien se convirtió en papa con el nombre de Clemente VII.
El palacio debe su nombre a Madama Margarita de Austria, hija natural de Carlos V y esposa del duque Alejandro de Médici que, tras quedar viuda de él en 1537, se casó en segundas nupcias con Octavio Farnesio y residió durante mucho tiempo en el palacio: fue entonces cuando asumió el nombre que conserva todavía en la actualidad. A ella se hace deber la colocación, en el artesonado de la sala llamada «del avestruz», de un emblema con el habitual escudo nobiliario de los Médici coronado por un avestruz, en el cual se debería leer el juego de palabras entre Autriche (Austria) y autruche (avestruz) como símbolo del paso del palacio (y de la familia Médici) a la esfera de influencia hispano-austríaca
Todavía a principios del siglo XVII, sin embargo, residía aquí (en razón de su parentesco con la rama de los Borbón-Navarra) el cardenal Francesco María Del Monte, perteneciente a la facción francófila de la diplomacia pontificia. Bajo su protección vivió en este palacio el pintor Caravaggio.

### La remodelación delsigloXVIIy el fin de su uso señorial
En el siglo XVII se realizaron más obras de remodelación: una fachada barroca, proyectada por Paolo Maruscelli y finalizada en 1642, sustituyó al precedente frontón asimétrico. Sobre ella se pueden ver más de cien formas de león (incluida la piel del león de Nemea esculpida sobre el portal de entrada, que recuerda el mito hercúleo y encuentra correspondencia con el rostro de Ónfale, cuyas trenzas rodean una ventana: se trata de la mítica antecesora de Tirreno, al que los Médici hacían remontar su genealogía). El interior se enriqueció con techos decorados y frisos bajo la dirección del toscano Romano Monanni.
A pesar de la ampliación y el embellecimiento, los Médici no volvieron a habitar el palacio hasta 1725, cuando pasó a residir aquí Violante Beatriz de Baviera, cuñada del gran duque Juan Gastón de Médici, que residió allí hasta su muerte. El Palazzo Madama disfrutó así de una nueva época de esplendor como teatro de bailes y fiestas y por ser sede de la Accademia dei Quirini. En 1737, a la muerte de Juan Gastón, el Gran Ducado de Toscana, y con él también el Palazzo Madama, pasó de los Médici a los Lorena.

### El uso pontificio

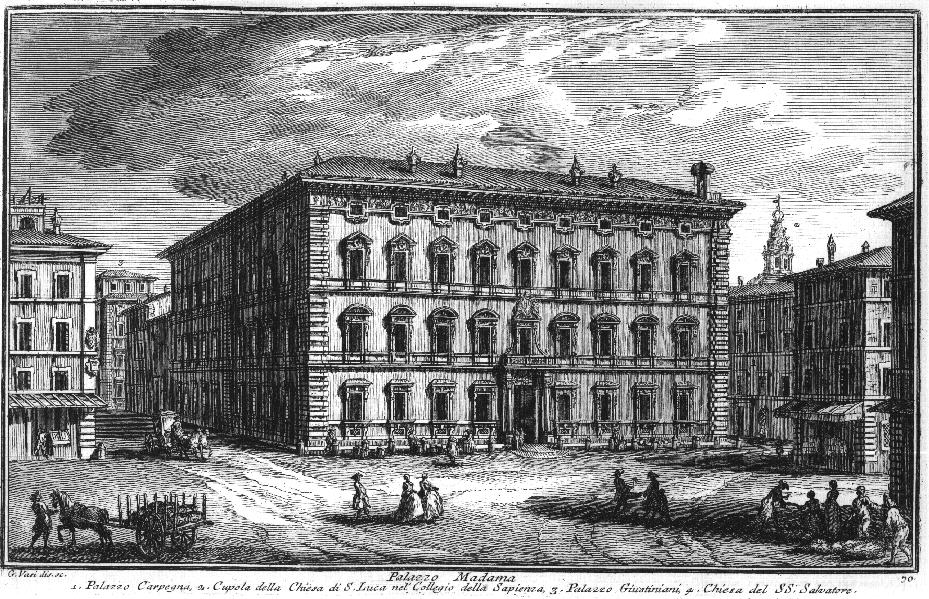
El Palazzo Madama en el.

En 1755 el palacio fue comprado por el papa Benedicto XIV (cuyo escudo continúa en la actualidad sobre la entrada principal) y se convirtió así en un palacio público de los Estados Pontificios. El palacio fue modificado por importantes intervenciones de remodelación: se abrió un segundo patio y fue reformada la Piazza Madama, por obra de Luigi Hostini. En los años posteriores se instalaron allí, entre otros, las oficinas del tribunal y la sede de la policía.
Fue quizá por este uso administrativo, más que por una vuelta a la siempre persistente vocación francófila (el palacio seguía en la manzana de San Luigi dei Francesi, núcleo del suelo poseído originalmente por los abades de Farfa), por lo que el Palazzo Madama albergó la oficina central de la República Romana entre 1798 y 1799.
En 1849 Pío IX trasladó allí el Ministerio de Finanzas y Deuda Pública (incluida la dirección del Lotto: la extracción de los números tuvo lugar sobre la logia exterior a partir del 26 de enero de 1850), y las Poste Pontificie. En esta ocasión se emprendieron varias obras de restauración y en febrero de 1853 se celebró la ceremonia de inauguración de las nuevas oficinas.

### Sede del Senado
La historia de los Estados Pontificios llegaba a su final y en poco menos de veinte años el palacio albergaría el Senado del Reino de Italia: la decisión tomada en febrero de 1871 se hizo operativa a poco más de un año de la brecha de Porta Pia (el Senado del Reino se reunió por primera vez el 28 de noviembre de 1871) tras amplias obras de adaptación que construyeron el hemiciclo en el espacio del patio de las Poste Pontificie, según el proyecto del ingeniero Luigi Gabet.
Entre el siglo XIX y los primeros veinte años del siglo XX, la pequeña iglesia de San Salvatore in Thermis, que databa del siglo VI, y se situaba en la calle a la izquierda del palacio, fue primero cerrada, expropiada y posteriormente demolida por razones de seguridad: la policía creía que era posible servirse de ella para realizar un eventual atentado contra el Senado. Algunos de los frescos contenidos en ella fueron incorporados al palacio, que a finales del siglo XIX se enriqueció también con otros contenidos artísticos, como en el caso de la sala decorada con frescos por Cesare Maccari.

### Las remodelaciones delsigloXX
El Palazzo Madama y los edificios adyacentes sufrieron más intervenciones de remodelación y adaptación en el curso de los primeros treinta años del siglo XX. En especial, el Palazzo Madama fue objeto de una transformación radical que conllevó, entre otros, la modernización del hemiciclo, la reconstrucción integral de las fachadas hacia la Via del Salvatore y la Via della Dogana Vecchia, así como la realización de un cuerpo de conexión con el adyacente Palazzo Carpegna. Este último, propiedad del Senado, fue reconstruido completamente en posición avanzada respecto a la original.

## Descripción
El Palazzo Madama se caracteriza por una planta irregular, semejante a un pentágono con lados de longitudes muy diferentes. La entrada principal, en el Corso Rinascimento, conduce al patio de honor, de forma rectangular con una estatua de bronce de 1971 de Emilio Greco en el centro, titulada Grande figura accoccolata («Gran figura agachada»). El actual pavimento de mármol ha sustituido al original de travertino, mientras que las seis columnas que constituyen el pórtico se remontan a la estructura original de los tiempos de León X. A la izquierda del pórtico se eleva la escalera de San Luigi dei Francesi, cubierta por un techo de madera dorada del siglo XVI que reproduce el escudo de los Médici y divinidades marinas. Este techo fue colocado sobre la escalera en 1931. Esta escalera conduce a la primera planta, donde hay varias estancias:
- La Buvette
- La antecámara de la Balaustra
- La Sala Cavour
- La Sala Maccari
- La Sala Italia
- La Sala del Risorgimento
- La Sala del Avestruz
- La Sala della Firma
- La Sala Marconi
- La Sala dei Postergali
- La Sala Pannini
- El hemiciclo

### Hemiciclo
El hemiciclo del Senado es una sala mucho más pequeña de lo que parece en televisión, tapizada en rojo (mientras que antiguamente era azul por varios motivos, todos conectados a los colores de la bandera de la Casa de Saboya). Detrás de la ubicación del Presidente del Senado hay dos inscripciones sobre dos placas rectangulares: una cita la forma de gobierno vigente actualmente en Italia, es decir, la república; la otra es mucho más antigua y reproduce las palabras con las que Víctor Manuel II conmemoró la unificación italiana. El techo a cúpula está tapizado con un paño pintado, llamado Velario, que contiene medallones con las efigies de cuatro juristas, de las cuatro virtudes cívicas y de las cuatro capitales de los reinos preunitarios.

### La Sala Cavour
En el centro del techo artesonado está la obra oval del pintor Giambattista Pittoni (1687-1767), titulada Baco y Ariadna. La Sala está a disposición de los miembros de las sesiones del Senado, y a veces se realiza en ella el Consejo de Ministros.

### La Sala Maccari

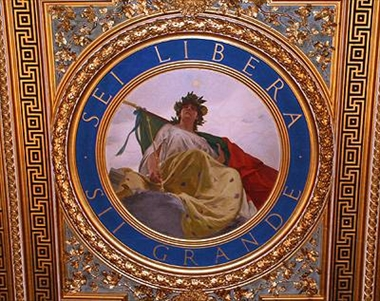
La alegoría de Italia pintada por C. Maccari (1882-90) en el techo de una sala del palacio.

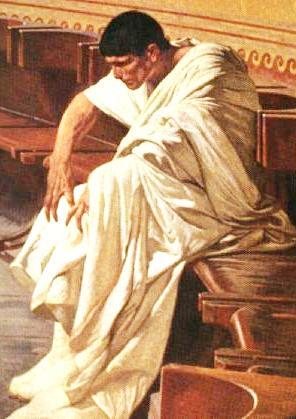
Catilina en el fresco de Cesare Maccari.

La sala recibe su nombre de Cesare Maccari, quien la decoró tras ganar un concurso convocado por el Ministerio de Instrucción Pública en 1880.
Las decoraciones afectan el techo en la forma de cuatro figuras alegóricas que rodean el motivo central, una personificación de Italia triunfante. Los cuatro medallones representan la Industria (el comercio y la agricultura), las Armas, las Ciencias y las Artes. Las alegorías se representan bajo la forma de muchachos y muchachas desnudos. El friso que une las paredes con el techo está recorrido por dos frases de Maquiavelo y Guicciardini.
En las paredes están representados cinco episodios célebres del antiguo Senado romano. El primer fresco a la derecha tras la entrada representa a Apio Claudio siendo conducido al Senado para instar a los romanos a no aceptar las condiciones de paz ofrecidas por Cinea, el embajador de Pirro. Está dibujada con amor la expresión de peso y de cansancio augusto y grave del viejo Apio, mientras que la figura del embajador se nota en gracia de la justicia y de la nobleza de actitud.
Los dos cuadros más pequeños, en la pared frente a la entrada, separados por una ventana, representan uno al senador Papirio Gallo impasible delante de los celtas invadiendo Roma, y el otro el intento de corrupción de los samnitas contra Curio Dentato para que convenza a los romanos de la paz.
El tercer fresco representa al Senado de Roma en el momento en el que Cicerón, indignado, con los brazos extendidos hacia Catilina, estalla en el célebre Quousque tandem. Catilina, abandonado por todos, sentado en su escaño en el primer plano del cuadro, inclina la cabeza y aprieta su pierna derecha con las manos.
El último fresco representa a Attilio Regolo en el momento de aconsejar al Senado de Roma la resistencia contra Cartago, que lo mandó con promesa de retorno como proponente y persuasor de paz a su patria. El Senado escucha, la multitud admira, la familia de Regolo le suplica que rompa la fe dada y no vuelva a Cartago, el cielo es de un azul deslumbrante, que se curva hacia el atardecer, sobre el fondo de los palacios de Roma envueltos por la luz moribunda del sol.

### LaBuvette
La buvette del Palazzo Madama es una amplia sala caracterizada por una bóveda decorada con frisos y figurillas de estuco claro de 1931. En una pared de la estancia está colocado un tapiz mediceo del siglo XVI, proveniente de los Uffizi de Florencia. De frente figura el mostrador del bar, que tiene una pequeña estatua de Vincenzo Gemito que sirve como fuente. Las otras dos paredes están enriquecidas por dos bodegones de Luciano Ventrone: La pausa (2002) y La vuelta de Ulises (2002).

### La Sala Italia
Es un amplio salón destinado a funciones de representación, creado a principios de los años treinta tras la demolición de una pared divisoria y equipado con un techo a casetones de estilo moderno. En la parte del friso del siglo XVII que da hacia la Buvette predominan figuras de putti y leones, en la otra hay figuras femeninas. La sala está enriquecida por seis frescos de carácter histórico. En agosto de 2003 se colocó en la sala la estatua de madera Italia de Giuliano Vangi, de 2,35 metros de altura, que representa una figura femenina con trenzas y ojos de marfil; esta fue trasladada posteriormente al Palazzo Giustiniani. Del mismo año es el paisaje marino de Piero Guccione titulado El negro y el azul situado en una de las paredes de la sala que dan hacia el patio.

### La Sala del Avestruz
Se diferencia de las otras por no tener el habitual friso mediceo, sustituido, en el techo casetonado dorado, por un avestruz. Probablemente fue elegido en honor a Margarita de Austria por el juego de palabras en francés entre Autriche (Austria) y autruche (avestruz). También existe la posibilidad de que se escogiera este animal como símbolo heráldico de velocidad, firmeza y fuerza. En cualquier caso, es cierto que el avestruz fue escogido por un personaje de la familia medicea que no ostentaba cargos religiosos vista la corona que cubre la cabeza del animal.
En las paredes hay dos vistas de Roma de Mauro Reggio, una del Teatro de Marcelo, y la otra de las iglesias gemelas de la Piazza del Popolo. También hay un cuadro del pintor del siglo XX Corrado Cagli que representa al Etna en erupción y un tapiz del siglo XVII que muestra a una mujer con un niño.

## Curiosidades

### Dos parejas deMadame
En el imaginario popular la historia de las dos mujeres (que han vivido en el arco de dos siglos) cuyos sobrenombres han valido a dar nombre al Palazzo Madama se entrelaza y confunde, pero la confusión tiene el riesgo de acentuarse si se considera la cuestión en perspectiva diacrónica, cuando emergen incluso una tercera y una cuarta.
Antes del palacio romano, el Senado del Reino de Italia había tenido su sede en el homónimo Palazzo Madama de Turín; esto ha hecho a veces creer en la existencia de una única Madama para las dos ciudades. Se trata en realidad de figuras distintas, que encarnan épocas y realidades profundamente diferentes: por un lado, la primera Madama de Roma era Margarita de Austria, que trae a la memoria el Renacimiento del siglo XVI, la influencia de los Médici y las relaciones de esta familia con el papado y el imperio; por otro lado, la segunda Madama de Roma era Violante Beatriz de Baviera, típico personaje del siglo XVIII, protectora de literatos y artistas.
Por otro lado, la primera Madama de Turín era María Cristina de Borbón-Francia, que encarna la época en la que, en pleno siglo XVII, el Ducado de Saboya estaba en la órbita de atracción de la política exterior francesa. También del siglo XVII fue la regencia del ducado realizada por la segunda Madama de Turín, María Juana Bautista de Saboya-Nemours, quien comparte con la segunda Madama romana una destacada tendencia al mecenazgo, que condujo a la reconstrucción de la fachada del palacio turinés entre 1716 y 1718 por obra de Filippo Juvarra.

### Arriva la madama
En el uso administrativo pontificio del palacio (como sede de la policía y de la administración de la aduana) tiene su origen el término dialectal «la madama», usado aún en la actualidad (especialmente en Roma) para definir a las fuerzas del orden. El patio que contenía los carruajes utilizados por la administración para la represión del contrabando fue posteriormente objeto del proyecto de remodelación con el que Gabet obtuvo el hemiciclo del Senado del Reino.